# Pleuston

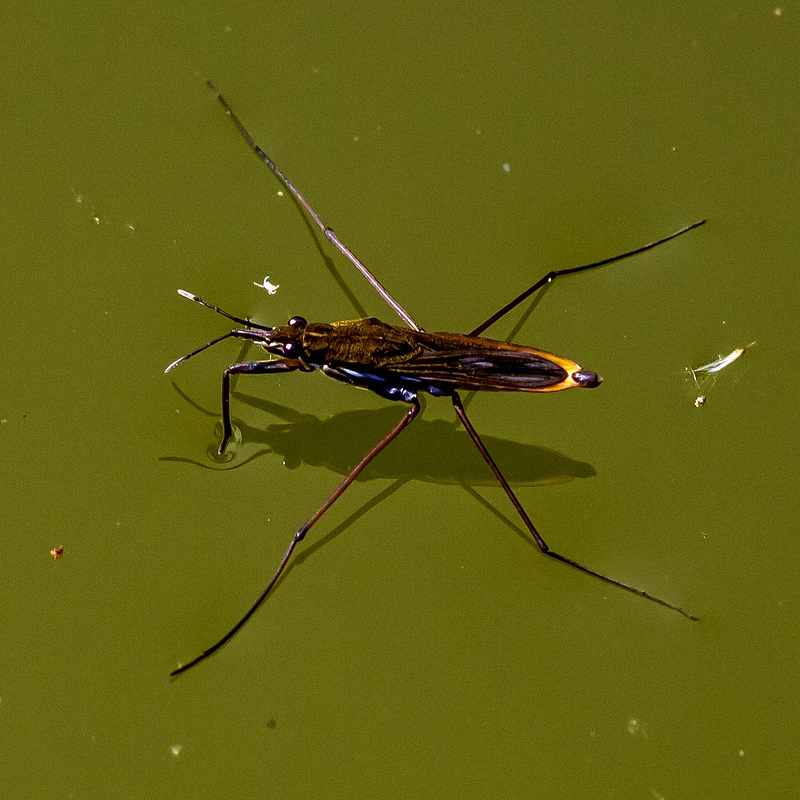
Een schaatsenrijder, Saksen, Duitsland, 2012, behoort tot pleuston en epineuston.

Pleuston zijn de organismen die als habitat de dunne oppervlaktelaag tussen de lucht en het wateroppervlak van rivieren, meren of de zee bewonen. Voorbeelden zijn enkele blauwalgen, sommige slakken, varens zoals Azolla en Salvinia en de zaadplanten kroos, Wolffia, watersla, waterhyacint en planten uit de waterkaardefamilie, sommige schimmels en schimmelachtige protisten kunnen ook gevonden worden.

## Neuston
De term neuston wordt gebruikt:
- als synoniem voor Pleuston, en als verzamelnaam voor de organismen die boven op het water drijven (epineuston), of net onder de oppervlakte leven (hyponeuston).
- ofwel als een deelverzameling van drijvende organismen die microscopisch klein zijn, of die drijven met behulp van de oppervlaktespanning van het water. Het pleuston is dan de bovenverzameling (superset), met inbegrip van organismen met eigen drijfvermogen, of die macroscopisch zijn.

## Zee en oceaan
Mariene pleuston omvat de grotere siphonophorae, staatkwallen en bezaantjes, die drijven op het oppervlak. Neuston kan worden onderverdeeld in epineuston en hyponeuston. De epineuston omvat meer dan 40 soorten schaatsenrijders en halobates die de open oceaan en kustgebieden bewonen. In de hyponeuston leven onder meer de hydrozoa, allerlei weekdieren, copepoda, isopoda, decapoda, sommige vissoorten, en het zeewier sargassum.

## Andere waterorganismen
Het pleuston wordt ook wel onderscheiden van het plankton (organismen die drijven of in het water drijven), het nekton (organismen die zelfstandig zwemmen in het water), en benthos (organismen op de bodem van een waterpartij, ook benton genoemd).